# Argyrolobium eylesii
Argyrolobium eylesii är en ärtväxtart som beskrevs av Baker f. Argyrolobium eylesii ingår i släktet Argyrolobium och familjen ärtväxter. Inga underarter finns listade i Catalogue of Life.